# Amara chalcea
Amara chalcea är en skalbaggsart som beskrevs av Pierre François Marie Auguste Dejean. Amara chalcea ingår i släktet Amara och familjen jordlöpare. Inga underarter finns listade i Catalogue of Life.